# NGC 548
NGC 548 је елиптична галаксија у сазвежђу Кит која се налази на NGC листи објеката дубоког неба.
Деклинација објекта је - 1° 13' 31" а ректасцензија 1h 26m 2,5s. Привидна величина (магнитуда) објекта NGC 548 износи 13,7 а фотографска магнитуда 14,7. Налази се на удаљености од 61,773 милиона парсека од Сунца. NGC 548 је још познат и под ознакама UGC 1010, MCG 0-4-141, CGCG 385-134, DRCG 7-56, PGC 5326.